# Panagia Parou
Die Panagia Parou war eine Schnellfähre, die zuletzt von Inter Lines eingesetzt wurde.

## Geschichte

### NGV Asco
Das Schiff wurde von der Werft Chantiers Leroux et Lotz Naval als NGV Asco gebaut. Die Kiellegung fand am 30. September 1994, der Stapellauf am 6. Juni 1995, statt. Am 26. März 1996 wurde das Schiff an Société Nationale Maritime Corse-Méditerranée abgeliefert und kam unter der Flagge Frankreichs mit Heimathafen Calvi in Fahrt. Es wurde ab dem 20. April 1996 zwischen Nizza, Livorno und Korsika eingesetzt. In der Sommersaison 2002 bediente das Schiff die Route Almería–Ghazaout, in der Sommersaison 2003 Almería–Oran. 

### Panagia Parou
Im Mai 2005 kaufte Ventouris Ferries das Schiff und setzte das Schiff als Panagia Parou in Griechenland ein. Es kam unter der Flagge Griechenlands mit Heimathafen Piräus in Fahrt. Nachdem das Schiff ab September 2005 in Lavrion aufgelegt war, wurde es in der Sommersaison 2006 auf der Route Lavrio–Paros–Naxos–Katapola Amorgos eingesetzt. 

### Red Sea II
Im Februar 2007 kaufte NEL Lines das Schiff, anschließend übernahm Waves Shipping SA das Schiff und benannte es in Red Sea II um. Das Schiff kam unter der Flagge Maltas mit Heimathafen Valletta in Fahrt.

### Panagia Parou
Im Januar 2010 erhielt das Schiff wieder den Namen Panagia Parou. Ab Juli 2010 charterte European Seaways das Schiff und setzte es bis Ende August 2010 auf der Route Bari–Durres ein. Von September bis Oktober 2010 wurde es auf der Route Heraklion–Santorin eingesetzt. Ab Mitte Oktober 2010 wurde das Schiff in Perama aufgelegt. Von April bis September 2011 wurde es auf der Route Agios Konstantinos–Skiathos–Skopelos–Alonisso eingesetzt. Im Juli 2012 charterte Inter Lines das Schiff und setzte es von August bis Ende des Jahres 2012 zwischen Algeciras und Tanger-Med ein. Anschließend wurde es in Algeciras aufgelegt.

#### Untergang und Verschrottung
Am 20. April 2017 schlug das Schiff im Hafen von Algeciras leck und sank am darauffolgenden Tag. Am 5. September 2017 begann Ardentia Marine mit der Bergung des Schiffes. Es wurde bis Oktober 2017 wieder aufgerichtet und schwimmfähig gemacht. Am 14. Dezember 2017 wurde das Wrack für 366.000 Euro an das türkische Unternehmen Bright Sunset Co. SA versteigert. Am 23. Juni 2018 verließ das Schiff im Schlepp der World Tug 1 den Hafen von Algeciras. Der Schleppzug traf am 16. Juli 2018 in Aliaga ein, wo die Panagia Parou verschrottet werden soll.

## Schwesterschiff
Das Schiff hat mit der Kalli P ein Schwesterschiff.